# هجوم المفوضية الوطنية العليا للانتخابات 2018
هجوم المفوضية الوطنية العليا للانتخابات هو اعتداء نفذه رجلان مسلحان صباح يوم الأربعاء 2 مايو 2018، قاما بإطلاق النار على موظفي المفوضية الوطنية العليا للانتخابات وتفجير نفسيهما، ما سبب في قتل وجرح أكثر من 20 شخصًا وحرق جزء كبير من البناية. وبعد ساعات من الهجوم أعلن تنظيم الدولة الإسلامية مسؤوليته عن الهجوم.

## تفاصيل الهجوم
وقع الهجوم حوالي الساعة 10:40 صباحًا بالتوقيت المحلي (ت ع م+02:00) حيث هاجم رجلان مقر المفوضية الوطنية العليا للانتخابات في منطقة غوط الشعال غرب العاصمة طرابلس. وباشر المهاجان إطلاق النار على الحرس وموظفي مفوضية الانتخابات إلى أن وصلت التعزيزات الأمنية وقامت بمحاصرة المهاجمين الذين فجرا نفسيهما. اشتعلت النيران بمبنى المفوضية اثر الانفجارين والتهمت جزءًا كبيرًا من المبنى.

## المسؤولية
أعلنت الدولة الإسلامية مسؤوليتها عن الهجوم، وذلك ببيان نشر عبر وكالة أعماق الإخبارية جاء فيه: ”انطلق الانغماسيان أبو أيوب وأبو توفيق...نحو مقر المفوضية العليا للانتخابات الشركية الليبية في طرابلس حيث اشتبكا مع عناصر حمايتها قبل أن ييسر الله لهما الدخول إليها“.

## ردود الفعل
- المملكة المتحدة: أدانت الهجوم، وقال «أليستر بيرت» وزير الدولة البريطاني لشؤون الشرق الأوسط، في موقع الوزارة «يقلقني جدًّا سماع نبأ الهجوم على مقر المفوضية العليا للانتخابات في طرابلس اليوم. أدين هذا الاعتداء أشد إدانة، وأبعث بأحر التعازي لعائلات الذين سقطوا قتلى في هذا الهجوم». وأضاف أليستر بيرت: «إن للمفوضية العليا للانتخابات دورًا مهمًّا جدًّا في مساندة ما تحققه ليبيا من تقدم على المسار الديمقراطي. وسوف تواصل المملكة المتحدة وقوفها إلى جانب ليبيا، والتزامنا لدعم الليبيين كافة يظل ثابتًا».[5]
- إيطاليا: أدانت الحكومة الإيطالية الهجوم واصفةً إياه بالهجوم الإرهابي الخسيس، وقال وزير الخارجية الإيطالي «أنجيلينو ألفانو»: «نحن مع أسر المتضررين الذين نتوجه إليهم بأعمق تعازينا. نتمنى الشفاء العاجل للمصابين، ونؤكد دعمنا القوي للمؤسسات الليبية في هذا الاختبار الصعب. لا يوجد مكان للإرهاب في ليبيا، ويجب تحديد المسؤولين في أقرب وقت ممكن وتقديمهم إلى العدالة». ودعى وزير الخارجية الإيطالي أن أن لا يحوْل هذا العمل دون مواصلة جهود المصالحة لدفع العملية السياسية في البلاد، وصولاً لإجراء انتخابات حرة ونزيهة.[6]
- فرنسا: تقدم الناطق باسم وزارة الخارجية والشؤون الأوروبية الفرنسي بالتعازي لأسر الضحايا، وقال أن المفوضية الوطنية العليا للانتخابات التي اُستُهدفت بالهجوم «تلعب دورًا مهمًّا من خلال تنظيم الانتخابات العامة المرتقبة». وأكد أن الليبيين أظهروا «رغبتهم في إتمام هذه الانتخابات عن طريق التسجيل في القوائم الانتخابية بأعداد كبيرة، ولن يقدر الإرهابيون على إحباط إرادتهم». وكررت فرنسا على لسان الناطق باسم وزارة الخارجية في باريس «دعمها الوساطة التي يقودها الممثل الخاص للأمين العام للأمم المتحدة، غسان سلامة، وكذلك للأمم المتحدة الداعمة لأعمال المفوضية»
- مصر: أعربت وزارة الخارجية المصرية إدانتها للهجوم على مفوضية الانتخابات، وطالبت المجتمع الدولي بضرورة الاضطلاع بدوره لتجفيف منابع تمويل ودعم الجماعات الإرهابية، فضلًا عن التصدي لكافة المحاولات الخارجية لتهريب السلاح إلى الأراضي الليبية بالمخالفة للقرارات الأممية ذات الصلة.[7]
- السعودية: أدانت المملكة العربية السعودية التفجير الذي استهدف مقر المفوضية الوطنية العليا للانتخابات في العاصمة طرابلس، وأكدت وزارة الخارجية السعودية على «موقف المملكة العربية السعودية الثابت ضد الإرهاب والتطرف»، مقدمة العزاء والمواساة لـ«ذوي الضحايا وحكومة وشعب ليبيا».[8][9]

## وصلات خارجية
- فيديو عن الهجوم على المفوضية الوطنية العليا للإنتخابات.